# State (Metro de Boston)
State es una estación en las líneas Azul y Naranja del Metro de Boston, administrada por la Autoridad de Transporte de la Bahía de Massachusetts. La estación se encuentra localizada en 200 Washington Street en Boston, Massachusetts. La estación State fue inaugurada el 30 de diciembre de 1904.

## Descripción
La estación State cuenta con 4 plataformas laterales y 4 vías.

## Conexiones
La estación es abastecida por las siguientes conexiones de autobuses: 
- 92 Assembly Square Marketplace - Downtown via Sullivan Square, Main Street y Haymarket
- 93 Estación Sullivan Square - Downtown via Bunker Hill Street y Estación Haymarket